# Thomas Hylland Eriksen
Thomas Hylland Eriksen (Oslo, 6 de febrero de 1962-27 de noviembre de 2024) fue un antropólogo noruego. Fue profesor de antropología social en la Universidad de Oslo, así como en el período 2015-2016 presidente de la Asociación Europea de Antropólogos Sociales. Fue miembro de la Academia Noruega de Ciencias y Letras.

## Trayectoria
Nacido en Oslo, Eriksen ha realizado trabajo de campo en Trinidad, Mauricio y luego en Noruega y Australia. Actualmente está investigando la escala y la globalización en las Seychelles. Sus campos de investigación incluyen la identidad, el nacionalismo, la globalización y la política de identidad. Eriksen terminó su doctorado en 1991, y fue nombrado profesor en 1995, a la edad de 33 años. De 1993 a 2001 fue editor de la revista cultural bimestral Samtiden.
Una parte considerable del trabajo de Eriksen se ha centrado en la popularización de la antropología social y la transmisión del relativismo cultural básico, así como de la crítica del nacionalismo noruego en el debate público noruego. Ha escrito el libro de texto básico utilizado en los cursos introductorios de antropología social en la mayoría de las universidades escandinavas. El libro "Small Places - Large Issues" en inglés, también se utiliza en cursos introductorios en muchos otros países, y ha sido ampliamente traducido, al igual que su otro gran libro de texto, "Ethnicity and Nationalism: Anthropological Perspectives" . Eriksen es un colaborador frecuente de periódicos en Escandinavia.
Eriksen ha sido un candidato político menor para el Partido Liberal de Noruega. En las elecciones locales de 2011, fue un candidato menor para el Partido Verde de Noruega en Oslo. También fue un candidato menor para el Partido Verde de Noruega en las elecciones generales de 2013.
Entre 2004 y 2010, Eriksen dirigió un programa de investigación interdisciplinario, Complejidad Cultural en la Nueva Noruega (CULCOM), en la Universidad de Oslo. En una declaración programática, dijo que un objetivo principal era "volver a dibujar el mapa de Noruega" para adaptarlo a las nuevas realidades transnacionales, complejas y globalizadas. Un libro que resume los resultados empíricos y las perspectivas teóricas resultantes de CULCOM es "Samfunn" ("Society", 2010).
Una cita de Eriksen hecha en el contexto de su participación en el CULCOM se ha convertido en un punto focal en el manifiesto de 1.500 páginas de Anders Behring Breivik, el perpetrador de los ataques de Noruega de 2011, así como en el discurso de defensa de Breivik durante su juicio de 2012. Thomas Hylland Eriksen también ha sido un comentarista frecuentemente entrevistado del juicio de Anders Behring Breivik, donde también ha sido llamado como testigo de la defensa.
En 2011, Eriksen recibió una subvención avanzada del Consejo Europeo de Investigación. Bajo el título "SOBRECALENTAMIENTO", dirigió investigaciones sobre tres grandes crisis de la globalización: economía / finanzas, medio ambiente / clima e identidad / cultura. Este proyecto es comparativo e interdisciplinario. Comenzó a finales de 2012, y se completó en 2017.
Eriksen es doctor honorario en la Universidad de Estocolmo, miembro de la Academia Noruega de Ciencias y miembro científico externo de la Sociedad Max Planck. Recibió el Premio de Investigación de la Universidad de Oslo en 2017.

## Obras seleccionadas en inglés
- Us and Them in Modern Societies (1992)
- Ethnicity And Nationalism (1993/2010).
- Small Places -- Large Issues (1995/2010), en Griego Μικροί τόποι, μεγάλα ζητήματα Archivado el 11 de septiembre de 2014 en Wayback Machine.
- Common Denominators: Ethnicity, Nationalism and the Politics of Compromise in Mauritius (1998)
- A History Of Anthropology (2001, con F. S. Nielsen, 2ª edición 2013) Traducida al Portugués, Árabe y Sueco
- Tyranny of the Moment: Fast and Slow Time in the Information Age (2001)
- Globalisation: Studies in Anthropology (2003, ed.)
- What Is Anthropology? (2004)
- Engaging Anthropology: The Case For A Public Presence (2006)
- Globalization: The Key Concepts (2007, 2ª edición 2014)
- Flag, Nation and Identity in Europe and America (2007, ed. con Richard Jenkins)
- Paradoxes of Cultural Recognition (2009, ed. con Halleh Ghorashi y Sharam Alghasi)
- A World of Insecurity (2010, ed. con Ellen Bal y Oscar Salemink)
- Fredrik Barth: An Intellectual Biography (2015)
- Overheating: An Anthropology of Accelerated Change (2016)
- Identities Destabilised: Living in an Overheated World (editado con Elisabeth Schober, 2016)
- Knowledge and Power in an Overheated World (editado con Elisabeth Schober). Free e-book, downloadable here Archivado el 2 de marzo de 2018 en Wayback Machine..
- An Overheated World: An Anthropological History of the Early Twenty-First Century (editor, 2018)